# Tonino Ricci
Tonino Ricci, de son vrai nom Teodoro Ricci, parfois crédité sous le nom de Anthony Richmond, est un réalisateur et scénariste italien né le 23 octobre 1927 à Rome (Italie) et mort le 9 mars 2014 dans la même ville.

## Biographie
Tonino Ricci a travaillé dans l'industrie cinématographique italienne depuis le début des années 1960, d'abord comme assistant réalisateur avec Mario Bonnard , Mario Bava, Antonio Leonviola et Paolo Bianchini. En 1969, il tourne son premier film, pour lequel il était également producteur, comme pour la quasi-totalité de ses films.
Les films de genre de Tonino Ricci abordant des sujets aventureux ou fantastiques, ont souvent été ignorés ou sous-estimés par les critiques, bien qu'il ait obtenu des résultats respectables au vu de la faible budgétisation.
Tonino Ricci utilisait presque toujours le pseudonyme Anthony Richmond pour signer ses films.

## Filmographie

### Réalisateur
- 1969 : Deux salopards en enfer (Il dito nella piaga)
- 1971 : Cinq pour l'or de Los Quadros (Monta in sella figlio di...!)
- 1971 : Homicide parfait au terme de la loi (Un omicidio perfetto a termine di legge)
- 1972 : La Grosse Affaire (Colpo grosso... grossissimo... anzi probabile)
- 1973 : Storia di karatè, pugni e fagioli
- 1973 : Kid il monello del West (it)
- 1973 : L'onorata famiglia: Uccidere è cosa nostra
- 1974 : Buck le Loup (Zanna Bianca alla riscossa)
- 1976 : Ça va être ta fête, Robin (Storia di arcieri, pugno e occhi neri)
- 1977 : Delirio d'amore
- 1978 : Bermudes : Triangle de l'enfer (Bermude: la fossa maledetta)
- 1979 : Encuentro en el abismo
- 1982 : Panique (Bakterion)[2]
- 1983 : Rush
- 1983 : Thor le Guerrier (it) (Thor il conquistatore)
- 1984 : Rage (Rage: Fuoco incrociato)
- 1986 : I giorni dell'inferno (it)
- 1987 : La Nuit des requins (La notte degli squali)
- 1988 : Les Voleurs de la tablette d'ivoire (it) (I predatori della pietra magica)
- 1991 : Buck ai confini del cielo (it)
- 1991 : Buck e il braccialetto magico

### Scénariste
- 1971 : Nevada Kid (Per una bara piena di dollari de Demofilo Fidani